# هالگوللا
هالگوللا (به لاتین: Halgolla) یک منطقهٔ مسکونی در سری‌لانکا است که در استان مرکزی (سری‌لانکا) واقع شده‌است.